# 800 meter för damer i friidrott vid olympiska sommarspelen 1992
800 meter för damer vid olympiska sommarspelen 1992 i Barcelona avgjordes 31 juli-3 augusti. 

## Medaljörer
| Gren      | Guld                             | Guld    | Silver                  | Silver  | Brons                     | Brons   |
| 800 meter | Ellen van Langen · Nederländerna | 1.55,54 | Lilia Nurutdinova · OSS | 1.55,99 | Ana Fidelia Quirot · Kuba | 1.56,80 |

## Resultat
- Q innebär avancemang utifrån placering i heatet.
- q innebär avancemang utifrån total placering.
- DNS innebär att personen inte startade.
- DNF innebär att personen inte fullföljde.
- DQ innebär diskvalificering.
- NR innebär nationellt rekord.
- OR innebär olympiskt rekord.
- WR innebär världsrekord.
- WJR innebär världsrekord för juniorer
- AR innebär världsdelsrekord (area record)
- PB innebär personligt rekord.
- SB innebär säsongsbästa.

### Final
| Placering | Final                        | Tid     |
| --------- | ---------------------------- | ------- |
|           | Ellen van Langen (NED)       | 1.55,54 |
|           | Lilija Nurutdinova (EUN)     | 1.55,99 |
|           | Ana Fidelia Quirot (CUB)     | 1.56,80 |
| 4.        | Inna Jevsejeva (EUN)         | 1.57,20 |
| 5.        | Maria de Lurdes Mutola (MOZ) | 1.57,49 |
| 6.        | Ella Kovacs (ROM)            | 1.57,95 |
| 7.        | Joetta Clark (USA)           | 1.58,06 |
| 8.        | Ljubov Gurina (EUN)          | 1.58,13 |

### Semifinaler
| Placering | Heat 1                       | Tid     |
| --------- | ---------------------------- | ------- |
| 1.        | Lilija Nurutdinova (EUN)     | 1.58,04 |
| 2.        | Maria de Lurdes Mutola (MOZ) | 1.58,16 |
| 3.        | Inna Jevsejeva (EUN)         | 1.58,20 |
| 4.        | Joetta Clark (USA)           | 1:58.22 |
| 5.        | Letitia Vriesde (SUR)        | 1:58.28 |
| 6.        | Charmaine Crooks (CAN)       | 1:58.55 |
| 7.        | Lorraine Baker (GBR)         | 2:02.17 |
| 8.        | Sabine Zwiener (GER)         | 2:02.64 |

| Placering | Heat 2                   | Tid     |
| --------- | ------------------------ | ------- |
| 1.        | Ljubov Gurina (EUN)      | 2.00,64 |
| 2.        | Ellen van Langen (NED)   | 2.00,68 |
| 3.        | Ana Fidelia Quirot (CUB) | 2.00,86 |
| 4.        | Ella Kovacs (ROU)        | 2:00.89 |
| 5.        | Sigrun Grau (GER)        | 2:00.91 |
| 6.        | Carla Sacramento (POR)   | 2:02.85 |
| 7.        | Diane Edwards (GBR)      | 2:04.32 |
| 8.        | Julie Jenkins (USA)      | 2:06.53 |

### Försöksheat
| Placering | Heat 1                    | Tid     |
| --------- | ------------------------- | ------- |
| 1.        | Sigrun Wodars (GER)       | 2.00,31 |
| 2.        | Lilija Nurutdinova (EUN)  | 2.00,37 |
| 3.        | Diane Edwards (GBR)       | 2.00,39 |
| 4.        | Shiny Wilson (IND)        | 2:01.90 |
| 5.        | Stella Jongmans (NED)     | 2:02.26 |
| 6.        | Brigitte Nganaye (CAF)    | 2:15.70 |
| —         | R. Baguepeng Gangue (CHA) | DSQ     |

| Placering | Heat 2                   | Tid     |
| --------- | ------------------------ | ------- |
| 1.        | Joetta Clark (USA)       | 1.59,62 |
| 2.        | Ellen van Langen (NED)   | 1.59,86 |
| 3.        | Carla Sacramento (POR)   | 2.00,57 |
| 4.        | Christine Wachtel (GER)  | 2:01.39 |
| 5.        | Paula Fryer (GBR)        | 2:02.72 |
| 6.        | Sukanya Sang-Ngeun (THA) | 2:09.94 |
| 7.        | Andrea Rose Garae (VAN)  | 2:28.61 |

| Placering | Heat 3                        | Tid          |
| --------- | ----------------------------- | ------------ |
| 1.        | Ella Kovacs (ROU)             | 1.59,88      |
| 2.        | Letitia Vriesde (SUR)         | 1.59,93      |
| 3.        | Julie Jenkins (USA)           | 1.59,96      |
| 4.        | Sabine Zwiener (GER)          | 2:00.87      |
| 5.        | Fabia Trabaldo (ITA)          | 2:01.44      |
| 6.        | Sriyani Dhammika Menike (SRI) | 2:03.85 (NR) |
| 7.        | Prisca Singano (MAW)          | 2:20.84      |

| Placering | Heat 4                   | Tid     |
| --------- | ------------------------ | ------- |
| 1.        | Inna Jevsejeva (EUN)     | 1.58,58 |
| 2.        | Ana Fidelia Quirot (CUB) | 1.59,06 |
| 3.        | Charmaine Crooks (CAN)   | 1.59,52 |
| 4.        | Lorraine Baker (GBR)     | 2:00.50 |
| 5.        | Leontina Salagean (ROU)  | 2:01.44 |
| 6.        | Zewdie Hailemariam (ETH) | 2:03.85 |
| —         | Carol Galea (MLT)        | DSQ     |

| Placering | Heat 5                       | Tid     |
| --------- | ---------------------------- | ------- |
| 1.        | Ljubov Gurina (EUN)          | 2.00,27 |
| 2.        | Maria de Lurdes Mutola (MOZ) | 2.00,83 |
| 3.        | Meredith Rainey (USA)        | 2.01,33 |
| 4.        | Viviane Dorsile (FRA)        | 2:01.54 |
| 5.        | Amaia Andrés (ESP)           | 2:02.67 |
| 6.        | Gladys Wamuyu (KEN)          | 2:03.01 |
| 7.        | Edith Nakiyingi (UGA)        | 2:03.55 |
| 8.        | Mantokoane Pitso (LES)       | 2:29.77 |